# 713
713 је била проста година.

## Догађаји
- 3. јун – Цар Филипик је ослепљен, свргнут и послат у изгнанство од стране завереника Опсикионске војске у Тракији, после владавине од 1 године и 6 месеци. Наслеђује га Анастасије II, бирократа и царски секретар, који успоставља унутрашњи ред и започиње реорганизацију византијске војске. Он је погубио официре који су били директно умешани у заверу против Филипика.
- Византијско-арапски ратови: Омајадски Арапи под Абасом ибн Ел-Валидом, сином халифе Ел-Валида I, опљачкали су Антиохију у Писидији (савремена Турска), која се никада од тога није опоравила.
- Краљ Еалдвулф од Источне Англије умире, а наследио га је његов син Елфвалд. Краљица Катбур од Нортамбрије путује на југ да би основала манастир у Вимборну (Дорсет).
- Омајадско освајање Хиспаније: Визиготско краљевство је коначно поражено у бици код Сегојуеле (Кастиља и Леон). Принц Теудимер потписује уговор из Орихуеле са Абд ал-Азизом, гувернером Ал Андалуза, и дозвољено му је да задржи своју власт у области која је касније позната као Тудмир. Он чува цитаделу Орихуела и неколико других насеља, укључујући Аликанте и Лорку на Средоземном мору.
- Арапске снаге под Мусом ибн Нусаиром освајају град тврђаву Мериду, који се налази на границама Андалузије. Постаје део Омајадског Емирата Кордоба.
- Цар Сјуан Зонг ликвидира веома уносну „Неисцрпну ризницу“, којом управља истакнути будистички манастир у Чангану. Овај манастир прикупља огромне количине новца, свиле и блага кроз мноштво покајања богатих људи, анонимно остављених у просторијама. Иако је манастир великодушан у донацијама, Сјуан Зонг издаје декрет којим се укида њихова ризница, на основу тога што су њихове банкарске праксе биле лажне, прикупља њихова богатства и дистрибуира богатство разним другим будистичким манастирима, даоистичким опатијама и да поправља статуе, дворане у граду и др.
- Сјуан Зонг додељује новац од 20 милиона бакарних новчића и додељује око 1.000 занатлија да изграде салу у будистичком манастиру са тонама насликаних портрета себе, божанстава, духова итд.
- Током династије Танг, Каииуан За Бао („Билтен суда“), излазе прве новине, ручно штампане на свили.